# Dansehallens Erobrer
Dansehallens Erobrer er den første EP af den danske rapper TopGunn, der udkom i 2010. 

## Baggrund
Udgivelsen på fem numre var ifølge Pelle Peter Jensen fra Soundvenue "ren freestyle, og ep’en var generelt produceret lynhurtigt og ret slummet. Andetsteds er EP'en karakteriseret som "hjemmelavet og slummet digital dancehall" og "friskt, snavset og improviseret".
Albummet kunne downloades via dancehall.dk, som var et forum for både "dancehalltraditionalister og eksperimenterende digitaltilhængere", men hvor der også var problemer indbyrdes imellem. TopGunn udtalte om udgivelsen, at 
| Citat | Dancehall. dk var kendt for, at folk var nogle fucking idioter. Folk beef'ede hinanden hele tiden, og ingen kunne rigtig lide hinanden. [...] Digital dancehall var lidt et tabu, så da jeg lagde ep'en ud, hatede folk helt overdrevet på det | Citat |
|       | |       |

## Spor
Rækkefølgen af nedenstående numre er ikke nødvendigvis korrekt. 
| #  | Titel                  | Længde |
| -- | ---------------------- | ------ |
| 1. | "Gunmænd med pistoler" | 3:02   |
| 2. | "Lille Lyddreng"       | 1:47   |
| 3. | "Det Går Ikk'"         | 2:33   |
| 4. | "Averbaver"            | 2:10   |
| 5. | "Budibyebye"           | 1:15   |